# Centro Intercultural de Estudios de Desiertos y Océanos
El Centro Intercultural de Estudios de Desiertos y Océanos (CEDO) es un centro que se encarga de hacer investigaciones y estudios de diferentes tipos en los desiertos y el mar de la zona del Mar de Cortés y el Gran Desierto de Altar.
Localizado en la localidad costera de Las Conchas en el Municipio de Puerto Peñasco, Sonora, México. Frente al Alto Golfo de California.

## Historia
En 1975, la actual directora ejecutivo del CEDO, Peggy Turk Boyer visitó Puerto Peñasco con los profesores John Hendrickson y Don Thomson del Departamento de Ecología y Evolución Biológica (EEB en inglés) de la Universidad de Arizona, como parte del programa de biología marina. Ellos y su alumnado realizaron actividades de campo fuera de una casa de la playa Las Conchas, junto a un experimento de maricultura de camarón, empresa qué estuvo operado conjuntamente por el Laboratorio de Búsqueda Medioambiental (ERL) y el Centro de Investigación de Ciencia y Tecnología del Universidad de Sonora (CICTUS).
Carl Hodges, primer director y fundador del ERL afiliado a la organización no gubernamental Fundación de Desarrollo del Desierto (Desert Development Foundation, DDF)), y Xico Murrieta director de CICTUS, visionaron una organización nueva que llamaron el Instituto para Desiertos y Océanos (IDO). Lo operarían fuera de una facultad nueva localizada en Las Conchas, éste con un desarrollo del alojamiento de los laboratorios de camarón y se mantendría con beneficios de la maricultura de dicho animal. Nicholas Yensen estuvo contratado como el primer director en 1978. Después de que una exitosa campaña de captación de fondos, Yensen era capaz de convertir el inacabado centro de recreación y edificio de oficina a una estación de campo biológica funcional sencilla.

## Conservación y Búsqueda
CEDO es una colaboración entre organizaciones sin ánimo de lucro mexicanas y estadounidenses y su misión es para avanzar e investigar sobre el Golfo de California y el circundante Desierto de Sonora. CEDO también promueve la conservación y uso sostenible de recursos naturales y culturales. Esto incluye la pesca responsable, conservación costera, búsqueda de humedales, educación comunitaria e informes climatológicos mensuales en Puerto Peñasco. La organización ha hecho estudios a lo largo de la costa de la región como: Estero Morúa, Las Conchas, La Choya, Estero La Pinta, Isla San Jorge, etc.

## Reconocimientos
En 2007, CEDO ganó el premio a La Naturaleza  y La Conservación Nacional de México por sus 27 años esfuerzo de proteger el Golfo de California. 
CEDO recibió el Premio de la Diversidad Humana de 2010, de la Organization of Biological Field Stations en Míchigan por sus logros al crear colaboración, inclusive sistemas con negocios y comunidades locales y pesca sostenible, y otros desarrollos comercios en el norte Golfo de California.